# Reiner Hänsch

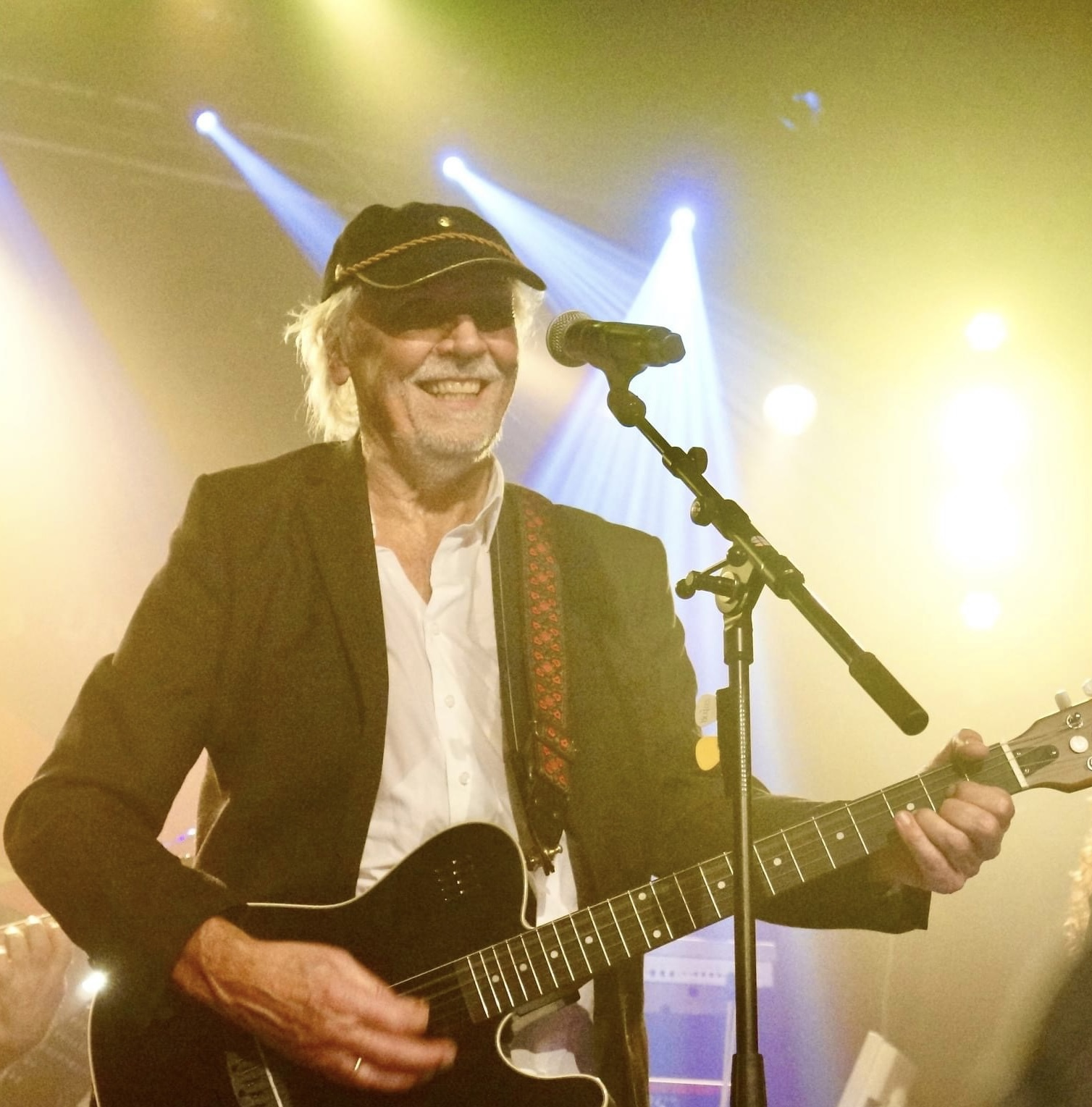
Reiner Hänsch. Foto: Mac Aachen

Reiner Hänsch (* 26. Dezember 1952 in Letmathe, jetzt Iserlohn) ist ein deutscher Musiker, Sänger, Komponist, Texter, Werber und Buchautor. Er ist Gründer der Band ZOFF.

## Leben
Reiner Hänsch wuchs in Letmathe (heute Iserlohn) am Rande des Sauerlandes als Kind sogenannter Nachkriegseltern (Kriegsflüchtlinge aus Schlesien) auf.
Als Jugendlicher erlebte er die Anfänge der Beat- und Rockära und gründete selbst erste Bands, die sich an englischsprachigen Vorbildern orientierten, bis Hänsch begann, eigene Songs mit deutschen Texten zu schreiben. 1979 gründete er die Band ZOFF, die sich 1984 zunächst erst einmal wieder auflöste.
1987 begann er, als Texter und Creative Director in den Werbeagenturen Grey und BBDO in Düsseldorf zu arbeiten. In dieser Zeit fing er an, Musiken, Jingles und Soundtracks für Werbefilme zu komponieren und zu produzieren, wie z. B. für Marken wie Persil, Bacardi, Schwarzkopf, real,-, Perwoll und viele andere mehr. Viele großen Kampagnen liefen oft weltweit mit seiner Musik und seinen Sounds.
Seit 1992 ist er freier Komponist und Texter.
2011 veröffentlichte Reiner Hänsch als inzwischen „Neu-Friese“ unter dem Namen Jan Vorwärts und seine Kapelle nordisch eingefärbte Lieder im rockigen Stil aus seiner neuen Wahlheimat Friesland.
2012 begann seine Karriere als Buchautor mit seinem Roman Rotzverdammi: Roman aus dem Land, wo die Misthaufen qualmen.... Inzwischen sind zahlreiche weitere Veröffentlichungen hinzugekommen.
Er lebt heute in der Nähe von Oldenburg direkt an der Nordseeküste mit seiner Frau, produziert und komponiert Musik und schreibt an Büchern, macht Auftritte mit seiner Band und geht auf Lesereisen.

## Band

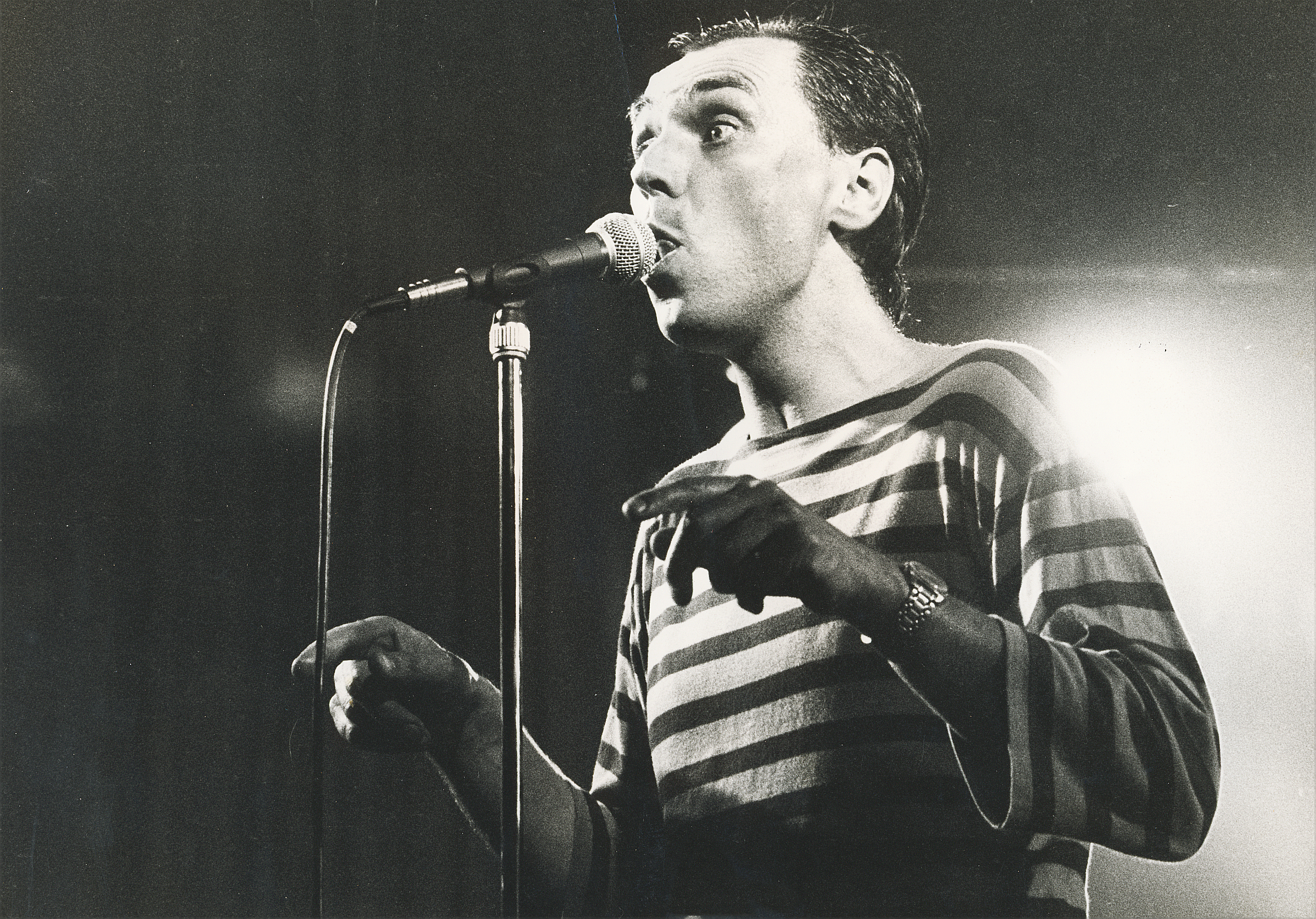
Hänsch 1983 bei einem Auftritt

1979 gründete Reiner Hänsch die Band „ZOFF“. Er ist Komponist und Texter aller Songs der Band.

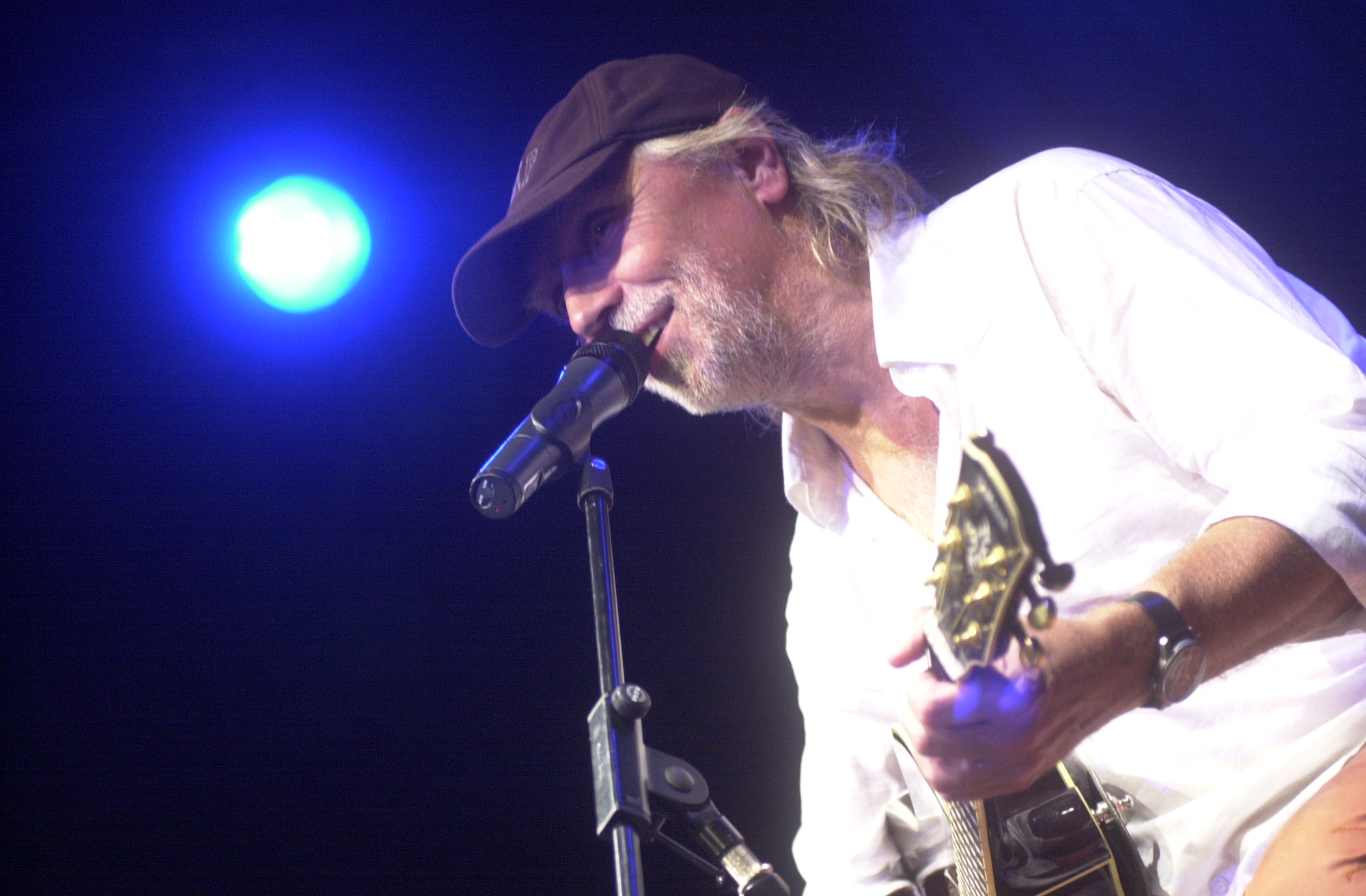
Reiner Hänsch und „ZOFF“ sind Kult. Foto: Anthony Corns

Die Band gewann erste Wettbewerbe, unter anderem 1979 den Preis als beste Gruppe beim Jazz- und Rock-Musikfestival „Jazz Bilzen“ im belgischen Bilzen und 1980 den Nachwuchswettbewerb der Deutschen Phono-Akademie als beste Rockband und konnten schließlich im selben Jahr bei Ralph Siegels Plattenfirma, Jupiter Records, einen Vertrag unterzeichnen.
Obwohl Jupiter Records eher für seine Schlagerstars bekannt war, war diese Zeit für die Band ein Erfolg. Es gab TV-Auftritte, Senderreisen, viel Airplay und erfolgreiche Tourneen durchs ganze Land. Drei Alben wurden produziert, von denen das dritte den von Hänsch komponierten Song Sauerland enthielt. Der Song erlangte überregionale Bekanntheit und es existieren mittlerweile viele Coverversionen. 1984 löste Hänsch die Band auf, weil die verschiedenen Auffassungen von Band und Plattenfirma dann doch nicht mehr zu vereinen waren. Noch kurz vor der Auflösung kam es am 17. Juni 1984 zu einem TV-Auftritt in Jürgen von der Lippes Sendung So isses mit dem Titel Weil ich dich liebe.
2003 veröffentlichte Hänsch bei Sireena Records mehrere alte und fünf neue Songs. Die Veröffentlichung war so erfolgreich, dass die Band ab diesem Zeitpunkt bis heute wieder Live-Auftritte macht und weitere Alben veröffentlichte.

## Diskografie

### Alben mit ZOFF
- 1981: ZOFF
- 1982: Keine Faxen mehr
- 1983: Bis die Tage
- 1983: NACH DER ARBEIT
- 2002: ALLES BEIM ALTEN
- 2004: HALLO DEUTSCHLAND
- 2005: ZOFF LIVE! DAS ALBUM
- 2009: MEHR VOM ALTEN
- 2013: SCHWER ABGERÄUMT
- 2019: FÜR IMMER UND EWIG

### Alben als Jan Vorwärts
- 2011: Bei Dükermann

### Singles
- 1981: Kein GELD, kein Money
- 1981: Gimme Gummi
- 1982: Total Banane
- 1983: SAUERLAND
- 1983: Hundert Mark
- 1984: WEIL ICH DICH LIEBE
- 1985: Nur ein blauer Planet (als Reiner Zoff)
- 1994: SAUERLAND 94 (Neuaufnahme, als Reiner Zoff)
- 2003: WIEDER DA
- 2004: ARMES DEUTSCHLAND
- 2019: ALLES ANDERS

## Bücher
- 2012: ROTZVERDAMMI – Roman aus dem Land, wo die Misthaufen qualmen WOLL Verlag Hermann-J. Hoffe ISBN 3-943681-04-1
- 2014: DIE FAXEN DICKE – Vom Sauerland ins Paradies und zurück WOLL Verlag Hermann-J. Hoffe
- 2015: 100.000 TACKEN – Die Knippschilds und der Ärger mit dem Reichtum WOLL Verlag Hermann-J. Hoffe ISBN 3-943681-57-2
- 2018: SAUERLAND LIVE – 14 Episoden aus dem abenteuerlichen Leben der Familie Knippschild Fuego ISBN 3-86287-975-5
- 2024: DER LAPPEN, DIE ZICKE, DER LAHMARSCH, DIE FETTE KUH UND DIE ANDEREN – Das Drama einer Alten-WG Independently published ISBN 979-8-32410320-0
- 2024: DER LAPPEN, DIE ZICKE, DER LAHMARSCH UND DIE ANDEREN MACHEN WEITER Das Drama einer Alten-WG Teil 2 Independently published ISBN 979-8-32436813-5
- 2024: “NA, DU KRÜCKE!” – Roman mit Schlaganfall Independently published ISBN 979-8-32258831-3